# Heinrich Ambros Eckert
Pour les articles homonymes, voir Eckert.
Heinrich Ambros ou Ambrosius Eckert (né le 16 octobre 1807 à Wurtzbourg, mort le 10 février 1840 à Munich) est un peintre et lithographe bavarois, spécialisé dans la peinture d'histoire, de bataille et de genre.

## Biographie
Heinrich Ambros Eckert est le fils d'un boucher. Après avoir pris des cours auprès de Carl Caspar Fesel, il s'inscrit en 1825 à l'académie des beaux-arts de Munich pour apprendre la peinture d'histoire auprès de Peter von Hess et d'Albrecht Adam. Ses voyages d'études l'amènent dans le Tyrol et en France, il se rend à Paris en 1831 puis en Bretagne et en Normandie. Il revient à Munich en 1834. De 1835 à 1840, il produit 800 lithographies illustrant toutes les armées européennes en collaboration avec Dietrich Monten (de). Outre les scènes historiques de batailles avec des chevaux, il peint aussi des paysages maritimes avec vue sur les ports.